# Geografia Zjednoczonych Emiratów Arabskich

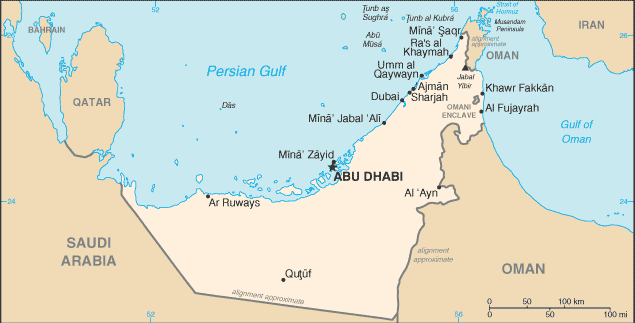
Mapa Zjednoczonych Emiratów Arabskich

Zjednoczone Emiraty Arabskie – niewielkie państwo położone we wschodniej części Półwyspu Arabskiego. Federacja Emiratów jest pustynnym krajem o gorącym suchym klimacie. Kraj jest zdominowany przez islam, gdzie obowiązuje surowe prawo religijne szariat. Emiraty należą do najbogatszych państw świata, a głównym sektorem gospodarki jest turystyka i bankowość.

## Powierzchnia, położenie i granice
Powierzchnia – 83 600 km²
Położenie – Emiraty leżą na Bliskim Wschodzie w Azji Południowo-Zachodniej, we wschodniej części Półwyspu Arabskiego. Od północy kraj oblewają wody Zatoki Perskiej, a od wschodu Cieśnina Ormuz i Zatoka Omańska. Przez środek kraju przebiega zwrotnik Raka.
Skrajne punkty: północny 26°05′N, południowy 22°35′N, zachodni 50°35′E, wschodni 56°30′E. Rozciągłość południkowa wynosi 380 km, a równoleżnikowa 500 km.

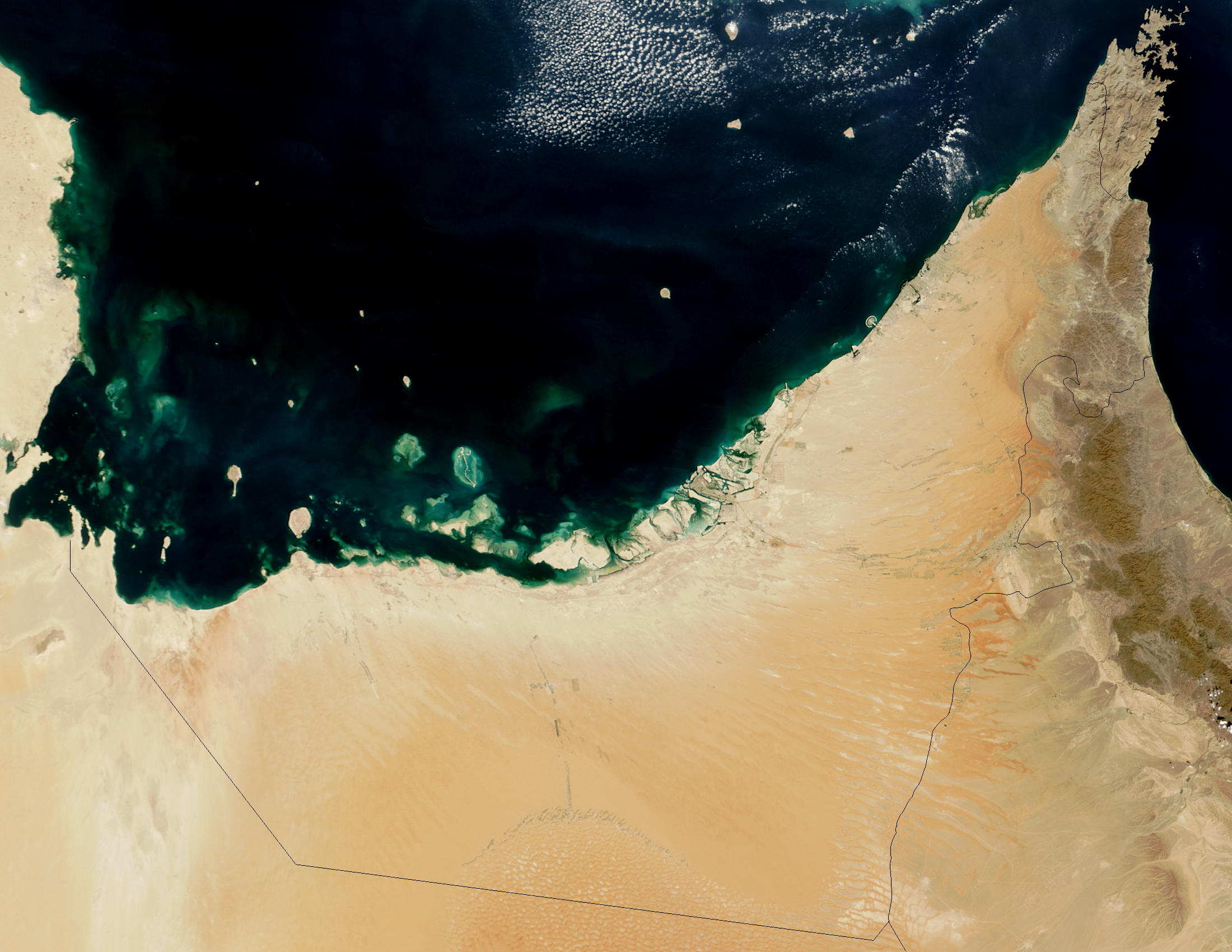
Zjednoczone Emiraty Arabskie widziane z kosmosu

Zjednoczone Emiraty Arabskiej graniczą z następującymi państwami:
- Arabia Saudyjska – 585 km
- Oman – 410 km
- od północy poprzez wody terytorialne Zatoki Perskiej, Emiraty graniczą z Iranem.

Linia brzegowa: 1448 km.
W państwie leży eksklawa Omanu, w której leży enklawa Zjednoczonych Emiratów Arabskich.

## Budowa geologiczna i rzeźba
Przeważająca część kraju leży na obszarze starego cokołu dawnego kontynentu Gondwany. Obszary te są przykryte leżącymi niemal poziomo pokładami mezozoicznych skał, głównie wapieniami i piaskowcami. Tereny te są przykryte młodszymi warstwami pochodzącymi z trzeciorzędu i z czwartorzędu. Na powierzchni dominują skały wapienne. Jedynie w północno-wschodniej części kraju występuje strefa fałdowań alpejskich ze skałami wapiennymi pochodzącymi z mezozoiku i dawnymi utworami wulkanicznymi.

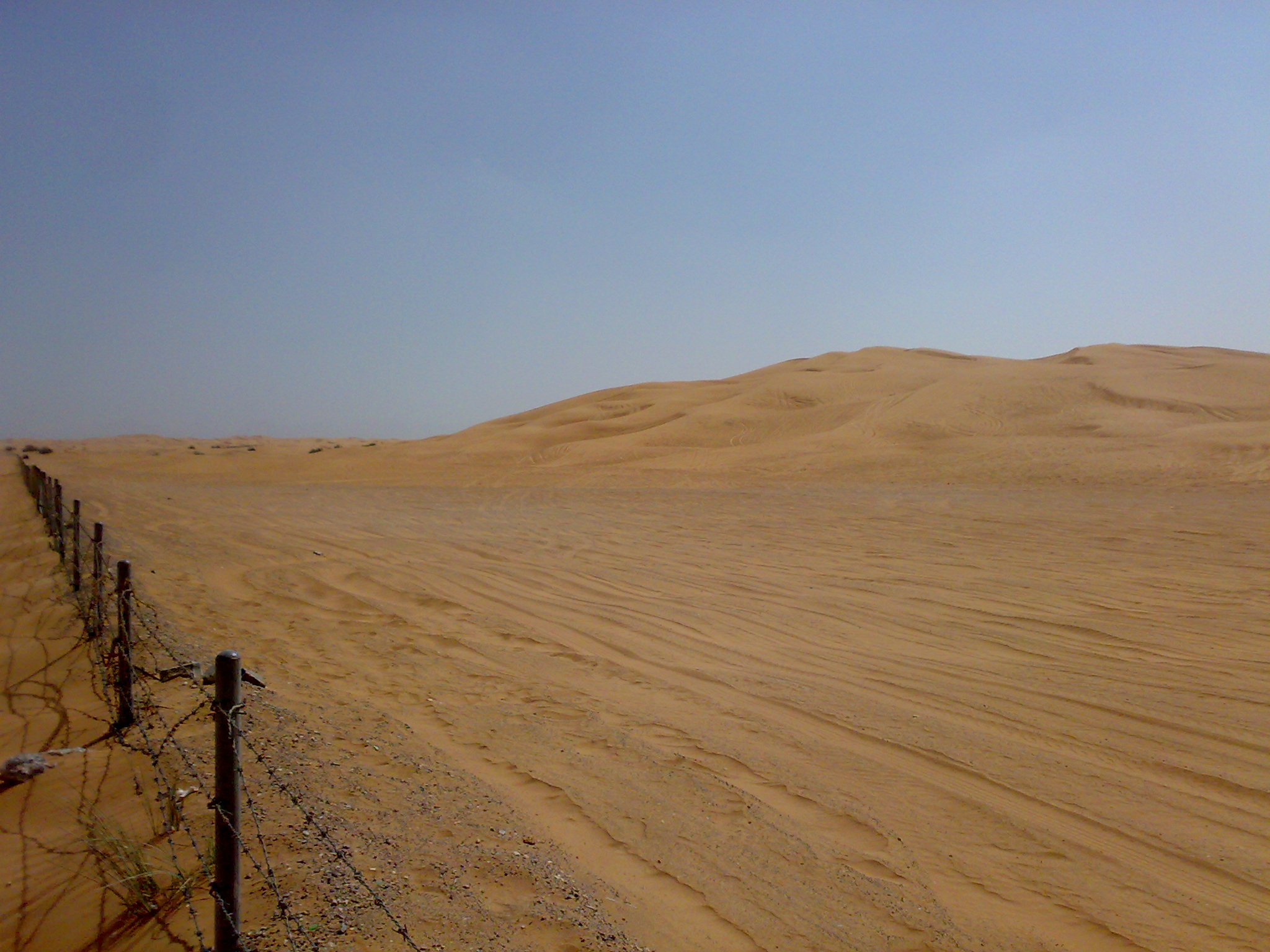
Pustynia

Zdecydowanie większa część kraju jest nizinna, gdzie średnia wysokość wynosi od 100 do 200 m n.p.m. Jedynie na wschodzie kraju znajdują się pasmo gór Al-Hadżar al-Gharbi, które jest poprzecinane rozległymi, suchymi dolinami.  Najwyższy szczyt kraju Dżabal al-Dżajs wznosi się na wysokość 1925 m n.p.m. i leży na granicy z Omanem (najwyższy punkt w ZEA to stok Dżabal al-Dżajs - 1910 m n.p.m.; najwyższym szczytem jest Dżabal Jibir, wznoszący się na 1527 m n.p.m.). Same zaś góry Al-Gharbi to formacje wznoszące się przeważnie na wysokość 1500 m n.p.m. Tereny nizinne są zajęte przez pustynię Ar-Rab al-Chali. Jest to jałowy obszar z rozległymi formacjami piaszczystymi, oraz słonymi nieckami zwanymi sebcha, które znajdują się głównie w strefie wybrzeża w Abu Zabi. Na pustyni znajdują się liczne oazay, gdzie największą z nich jest Al-Liwa.
Linia brzegowa jest stosunkowo dobrze rozwinięta, występuje duża liczba niewielkich zatok i przybrzeżnych wysp. W rejonie miasta Dubaj wybrzeża w wyniku zakrojonych na szeroką skalę projektów budowlanych uległo znacznym zmianom. U wybrzeży Zatoki Perskiej często występują rafy koralowe, tworzące różnej wielkości wyspy. Wybrzeże jest przeważnie niskie i płaskie, w niektórych miejscach zabagnione, gdzie występują słone bagna. Jedynie nad Zatoką Omańską, występują klify, i górskie wybrzeża skaliste, gdzie góry dochodzą do samego morza.

## Klimat

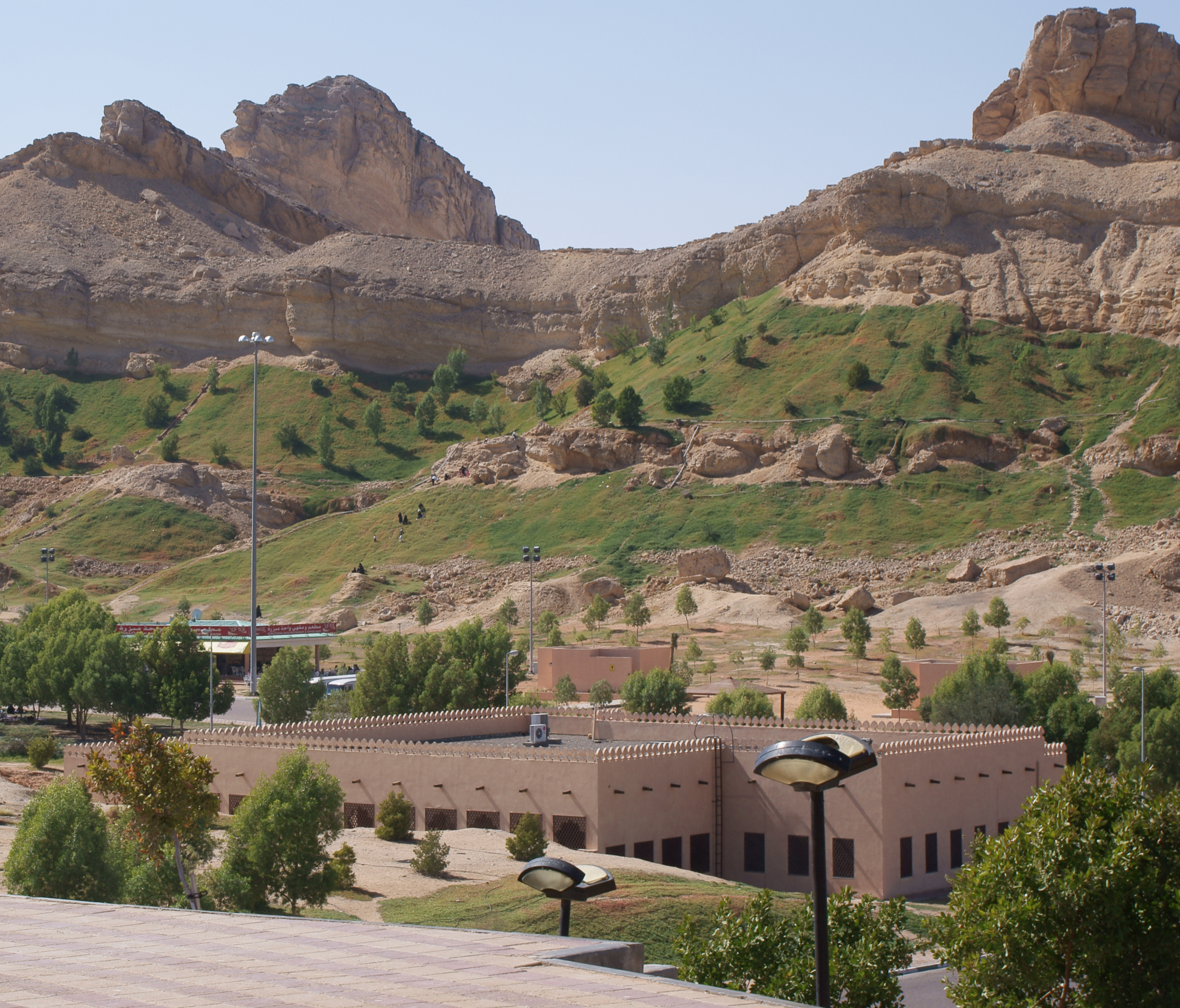
Wschodnia część kraju – Al-Hadżar al-Gharbi

Emiraty znajdują się w strefie klimatu zwrotnikowego suchego i skrajnie suchego na południu, w głębi lądu. Wpływ wód morskich ma minimalne znaczenie, gdzie jedynie wilgotność powietrza jest większa niż w pozostałej części kraju. Klimat w kraju jest gorący o cechach kontynentalnych, gdzie występują wysokie amplitudy termiczne.
Latem w lipcu i w sierpniu średnie wartości termiczne wahają się od 33 °C w strefie nadmorskiej do 45° w głębi lądu. Upały w ciągu dnia dochodzą do 50 °C. Zimą jest chłodniej, temperatury na terenie kraju oscylują w granicach 18-20 °C. Zimowe dni są dość ciepłe, zaś w nocy na pustyni do częstych zjawisk należą przymrozki.
Opady są bardzo niskie i w zasadzie nie przekraczają 100 mm w ciągu całego roku. Jedynie w górach na wschodzie dochodzą do 140 mm. W głębi lądu na pustyni są lata, gdzie deszcz nie pada w ogóle. Powszechnym zjawiskiem są występujące zimą i wczesnym latem stałe, chłodne wiatry północne i północno-wschodnie zwane szamal. Wiatry te powodują występowanie burz piaskowych i pyłowych.

## Wody
W kraju nie istnieje sieć rzeczna, brak wód powierzchniowych. Miejscami występują suche doliny wadi, głównie na wschodzie, które w okresie gwałtownych i krótkotrwałych ulew wypełniają się wodą. Głównym zasobem wodnym Federacji Emiratów są stosunkowo płytko zalegające wody podziemne. Rocznie pozyskuje się z nich ponad 200 mln m³ wody. Licznie występują solniska, największe z nich, to Sabchat Matti. Ważnym źródłem wody dla mieszkańców tego kraju są odsalarnie wody morskiej zasilane ropą naftową.

## Gleby
Pokrywa glebowa w Emiratach Arabskich jak i w większości obszarów Półwyspu Arabskiego jest bardzo uboga. Główną formacją glebową są gleby piaszczyste, pustynne – yermosole, a poza nimi kalcisole. W wielu miejscach występują ruchome piaski. W górach tereny pokrywają litosole, a na terenach zasolonych sołonczaki.

## Flora
Roślinność Emiratów ze względu na suchość klimatu jest bardzo uboga. Występuje głównie roślinność kserofityczna i efemeryczna. Pospolite są suchorośla, suche, kolczaste krzewy. Na terenach wilgotniejszych rosną półpustynne gatunki traw. W oazach rosną palmy daktylowe. Większość powierzchni kraju to obszary pozbawione roślin. Tereny gdzie nie ma szaty roślinnej, a występują wydmy znajdują się na południu kraju. Więcej roślinności jest w nadmorskich miastach, gdzie poza palmowatymi spotkać można wszelkiej maści ogrody i skwery. W wodach Zatoki Perskiej rosną rafy koralowe, w dużym jednak stopniu zniszczone z powodu zanieczyszczeń wód wywołanych eksploatacją ropy naftowej.

## Fauna
Fauna także jest uboga. W kraju żyją gatunki charakterystyczne dla Krainy Etiopskiej, w takim samym składzie jak w krajach sąsiadujących z Federacją Emiratów. Powszechne są gady, głównie węże i jaszczurki żyjące na pustyni, jak również wielbłądy. Z ptaków ważnym gatunkiem jest sokół będący symbolem kraju widniejący na godle państwa. Wiosną i jesienią przez terytorium Emiratów migrują liczne gatunki ptaków, europejskich i azjatyckich m.in. bociany. W wodach Zatoki Perskiej żyją makrele i tuńczyki, a także rekiny. Sporadycznie spotykane są wieloryby.